# ИПП-11
ИПП-11 − индивидуальный противохимический пакет, принятый взамен ИПП-10.
Средство нейтрализации токсичных и раздражающих веществ (смягчает раздражения) на коже человека и на средствах индивидуальной защиты, в том числе, и для экстренной нейтрализации на поражённой коже.
При заблаговременном нанесении на кожу предохраняет от воздействия отравляющих веществ от 6 до 24 часов.

## Описание
ИПП-11 представляет собой герметичный пакет из металлизированной плёнки с насечками,
содержащий тампон, пропитанный нейтрализующим противохимическим составом (ланглик).
На пакете напечатана инструкция.
Для разовой обработки шеи, рук, лица и прилегающих кромок одежды достаточно одного пакета.
ИПП-11 может храниться при температуре от −50°С до +50°С. Гарантийный срок хранения − 5 лет, но может быть продлён при хорошем состоянии оболочки.
Также может применяться для лечения термических и химических ожогов кожи, язв, мелких порезов, гнойных ран. Жидкость пакета обладает также дезинфицирующим действием.
Рекомендуется иметь не менее 4 штук на человека.

### Внешний вид
Пакет из металлизированного полиэтилена с нанесённой на него инструкцией.
Масса пакета − около 35 г. Размеры − 90х130х8 мм.

### Инструкция к применению
- Вскрыть пакет по насечке.
- Достать тампон и равномерно обработать им лицо, шею и кисти рук.
- После обработки тампон выбросить.

### Состав рецептуры Ланглик
- Азотнокислый лантан 6-водный 5,6 ±0,5
- Триэтиленгликоль 65,5 ±1,5
- Этилкарбитол 25±1
- Гидроксид натрия 0,8±0,1
- Вода 2,5 ±0,5